# Kumperuottamvärri
Kumperuottamvärri är en kulle i Finland. Den ligger i Utsjoki kommun i landskapet Lappland, i den norra delen av landet, 1 100 km norr om huvudstaden Helsingfors. Toppen på Kumperuottamvärri är 445 meter över havet. Kumperuottamvärri ingår i Paistunturit.
Terrängen runt Kumperuottamvärri är platt åt sydost, men åt nordväst är den kuperad. Trakten runt Kumperuottamvärri är nära nog obefolkad, med mindre än två invånare per kvadratkilometer. Omgivningarna runt Kumperuottamvärri är i huvudsak ett öppet busklandskap.